# Вильчек, Фрэнк
Фрэнк Ви́льчек (Ви́лчек) (англ. Frank Wilczek; род. 15 мая 1951 года, Минеола, штат Нью-Йорк, США) — американский физик-теоретик, нобелевский лауреат 2004 года. Доктор философии (1974), профессор Массачусетского технологического института, член Национальной АН США (1990) и Американского философского общества (2005), иностранный член Китайской академии наук (2021).

## Биография
Родился в городке Минеола в смешанной польско-итальянской семье. Окончил общую школу в Квинс, затем школу им. Ван Бюрена. В 1970 году получил степень бакалавра по математике в Чикагском университете; в 1972 году — степень магистра, а в 1974-м году доктора философии в Принстонском университете, преподавал там же до 1981 года, когда перебрался в Калифорнийский университет в Санта-Барбаре. С 1989 по 2000 год профессор Института передовых исследований в Принстоне. С 2000 года является профессором физики в Центре теоретической физики Массачусетского технологического института. Работал также в Институте теоретической физики им. Кавли в Санта-Барбаре.
Член Американской академии искусств и наук (1993), действительный член Американской ассоциации содействия развитию науки (2000) и Американского физического общества, иностранный член Польской академии знаний.
В 1973 году женился на Бетси Девайн. Двое детей — Эмити и Мира.
- В начале 2005 года снялся в одной серии комедийной передачи «Пенн и Теллер: Чушь собачья!». Речь шла об охотниках за привидениями, и доктор Вильчек был привлечён в качестве эксперта, призванного опровергнуть паранормальную псевдонауку.
- В 2016 году подписал письмо нобелевских лауреатов с призывом к Greenpeace, Организации Объединённых Наций и правительствам всего мира прекратить борьбу с генетически модифицированными организмами (ГМО)[7][8][9].
- Книга Вильчека «Красота физики» получила высокие оценки экспертов программы «Всенаука» и благодаря этому стала доступна для бесплатного и легального скачивания[10].

## Исследования
В 1973 году Вильчек, работая в качестве аспиранта с Дейвидом Гроссом в Принстонском университете, открыл асимптотическую свободу, согласно которой, чем ближе кварки друг к другу, тем меньше сильное взаимодействие (или обмен цветом) между ними. Когда кварки находятся чрезвычайно близко друг к другу, то ядерные силы между ними настолько слабы, что кварки ведут себя почти как свободные частицы. Эта теория, открытая независимо также Дейвидом Политцером, была важным шагом в развитии квантовой хромодинамики.
Вильчек внёс вклад в исследование аксионов, энионов, асимптотической свободы, фаз цветовой сверхпроводимости кваркового вещества и других аспектов квантовой теории поля. Он работал над необычайно широким кругом вопросов — от физики конденсированных сред и астрофизики до физики элементарных частиц.
Научные интересы
- физика элементарных частиц: связь между теоретическими идеями и наблюдаемыми явлениями
- поведение вещества: сверхвысокие температуры, плотности и фазовые структуры
- применение физики элементарных частиц в космологии
- применение приёмов теории поля в физике конденсированных сред
- квантовая теория чёрных дыр

## Награды и отличия
- Стипендия Мак-Артура (1982)
- Премия Сакураи (1986)
- Медаль Дирака, Международный центр теоретической физики (1994)
- Медаль Лоренца, Нидерландская королевская академия наук (2002)
- Michelson–Morley Award[англ.], Университет Кейс Вестерн резерв (2002)
- Премия в области физики частиц и физики высоких энергий Европейского физического общества (2003)
- Премия Юлия Эдгара Лилиенфельда, Американское физическое общество (2003)
- Нобелевская премия по физике (2004)[b]
- Международная премия короля Фейсала (2005)
- Julius Wess-Preis[нем.] (2008)
- Почётный доктор Ягеллонского университета (2012)[12]
- Медаль Оскара Клейна (2013)
- Award for Essays, Gravity Research Foundation[англ.] (2014)
- Lise Meitner Distinguished Lecture[англ.] (2015)
- Темплтоновская премия (2022)

## Сочинения
Избранные статьи (англ.)
- Кварковое описание адронных фаз Архивная копия от 24 июля 2006 на Wayback Machine
- Непрерывность кварковой и адронной материи Архивная копия от 24 июля 2006 на Wayback Machine
- Кварковая материя высокой плотности и группа перенормировки в КХД с двумя и тремя ароматами Архивная копия от 24 июля 2006 на Wayback Machine
- Захват цвет-аромат и нарушение хиральной симметрии в КХД высокой плотности Архивная копия от 24 июля 2006 на Wayback Machine
- Массы фермионов, нейтринные осцилляции и распад протона в детекторе SuperKamiokande
- Квантовая теория поля Архивная копия от 24 июля 2006 на Wayback Machine
- Структура Римана-Эйнштейна из объёмной и калибровочной симметрии Архивная копия от 24 июля 2006 на Wayback Machine
- Эффективная полевая теория Черна — Саймонса для квантового холловского состояния Пфаффиана. Архивная копия от 24 июля 2006 на Wayback Machine

Книги
- Дробная статистика и сверхпроводимость энионов / Fractional Statistics and Anyon Superconductivity, 1990
- Геометрические фазы в физике / Geometric Phases in Physics, 1988
- Стремления к гармониям: темы и вариации в современной физике / Longing for the Harmonies: Themes and Variations in Modern Physics, 1989
- Фантастические реальности: 49 мысленных путешествий и поездка в Стокгольм / Fantastic Realities: 49 Mind Journeys And a Trip to Stockholm, 2006
- Музыка вакуума / La musica del vuoto, 2007
- Лёгкость бытия: масса, эфир и объединение физических сил / The Lightness of Being: Mass, Ether, and the Unification of Forces, 2008
- Ф. Вильчек Красота физики: постигая устройство природы ( A Beautiful Question. Finding Nature’s Deep Design, Allen Lane, 2015, ISBN 9781846147012 и ISBN 1846147018), рус. пер.: Альпина Паблишер, 2015 ISBN 978-5-91671-486-9[13].
- Ф. Вильчек. Тонкая физика. Масса, эфир и объединение всемирных сил. — СПб.: Питер, 2018. — 336 с. ISBN 978-5-496-02934-6